# الخطوط الجوية الغينية
الخطوط الجوية الغينية هي شركة الطيران والناقل الوطني لدولة غينيا.تأسست في عام 1999 وتوقفت عن العمل مرة أخرى في عام 2004.